# Streitkräfte Guatemalas

Ejército de Guatemala

Die Streitkräfte Guatemalas (Ejército de Guatemala – deutsch „Heer“ oder „Armee Guatemalas“) unterstehen dem Verteidigungsministerium der Republik Guatemala. Oberbefehlshaber (Comandante General) ist der guatemaltekische Staatspräsident. Die Armee Guatemalas hat derzeit (2019) eine Truppenstärke von etwa 21.500 Männern und Frauen. Die Militärausgaben beliefen sich 2019 auf 0,4 % des Bruttoinlandsproduktes, bzw. 2021 auf 345 Mio. US-Dollar.

## Auftrag
Gemäß Artikel 244 der Verfassung Guatemalas hat die Armee den Auftrag, die Unabhängigkeit und die Souveränität des Landes zu erhalten und dessen territoriale Integrität zu verteidigen.
Daneben ist sie laut Verfassung auch für die Sicherheit im Inneren mitverantwortlich.
Der im Dezember 1996 nach dem Ende des Bürgerkriegs abgeschlossene Friedensvertrag schließt einen Einsatz der Armee im Inneren jedoch aus. Unter Berufung auf den Artikel 244 der Verfassung von 1984 wurden Teile der Armee in den letzten Jahren wiederholt zur Unterstützung der Nationalen Polizei herangezogen, insbesondere beim Kampf gegen die Organisierte Kriminalität. Soldaten und Polizisten versehen regelmäßig gemeinsam Streifendienst.

## Organisation
Verwaltet werden die Streitkräfte vom Verteidigungsministerium (Ministerio de la Defensa Nacional), an dessen Spitze bisher immer ein General stand. Für alle operativen Angelegenheiten und einige hiermit in Zusammenhang stehende Unterstützungsaufgaben ist der Generalstab (Estado Mayor de la Defensa Nacional) zuständig, dem auch der militärische Nachrichtendienst untersteht.
Die Streitkräfte untergliedern sich nicht in Teilstreitkräfte im herkömmlichen Sinn, sondern in drei Kommandos:
- Kommando Landstreitkräfte (Fuerzas de Tierra),
- Kommando Seestreitkräfte (Fuerzas de Mar),
- Kommando Luftstreitkräfte (Fuerzas de Aire).

Obwohl die See- und Luftstreitkräfte Teile integrierter Gesamtstreitkräfte sind, führen sie offiziell auch die Bezeichnungen Marina de la Defensa Nacional und Fuerza Aerea Guatemalteca (FAG) und erwecken dadurch und durch ihre eigenen Uniformen und Dienstgrade den Eindruck, es handele sich um eine selbständige Marine bzw. Luftwaffe.
Der Friedensvertrag von 1996 sah eine Verringerung der Truppenstärke von ehemals mehr als 50.000 Mann auf 28.000 Soldaten vor. Seit 2005 wurde die Armee nochmals tiefgreifend reformiert und stark verkleinert. Es besteht formal eine allgemeine Wehrpflicht, de facto ist sie seit jeher selektiv und trifft die unteren sozialen Schichten der Bevölkerung. Im Zug der letzten Reformen hat sich der Freiwilligenanteil deutlich erhöht. Man bemüht sich um eine weitere Professionalisierung der Armee, die in den letzten Jahren auch an einigen UN-Friedensmissionen im Ausland beteiligt war. 2019 standen 21.500 Soldaten zur Verfügung (19.000 Heer, 1.500 Marine, 1.000 Luftwaffe).

## Landstreitkräfte

### Geschichte
In den politischen Wirren nach der Unabhängigkeit von Spanien und während der 1823 begonnenen zentralamerikanischen Konföderierungsversuche hatte Guatemala kein stehendes nationales Heer im zeitgenössischen Sinn. Offiziell gab es kleine Sicherungsverbände und Milizen in den einzelnen Departamentos. Daneben hoben verschiedene politische Führer und Gruppierungen bei Bedarf Truppen aus. In diesem Zusammenhang gelangte General Rafael Carrera zu herausragender Bedeutung, da ihm der Aufbau schlagkräftiger Verbände gelang, mit denen er Guatemalas Existenz als Staat gegen Separatisten und gegen die Macht- und Expansionsbestrebungen der Nachbarstaaten verteidigte. Carreras Armee siegte 1851 in der Schlacht bei San José La Arada (Chiquimula) gegen die vereinigten Streitkräfte von Honduras und El Salvador und eroberte 1853 die Festung von Omoa. Nach Carreras Präsidentschaft erlebte das Militärwesen in Guatemala einen Niedergang. Die ab 1871 eingeleiteten Reformen der liberalen Regierungen Granados und Barrios brachten für Guatemala Modernisierungen in allen Bereichen. Mit der Gründung der Escuela Politécnica im Jahr 1873 begann auch der Aufbau eines gut organisierten stehenden Heeres. Dennoch scheiterte Barrios bei dem Versuch, Zentralamerika mit militärischen Mitteln zu einen, 1885 in der Schlacht von Chalchuapa in El Salvador. Trotz dieses Misserfolgs zählte das Heer in den folgenden Jahrzehnten qualitativ immer zu den besten Lateinamerikas, war aber, wie in der Region üblich, immer auch ein erheblicher Machtfaktor in der Innenpolitik. Eine weitgehend unrühmliche Rolle spielte die Armee von 1960 bis 1996 im Guatemaltekischen Bürgerkrieg. Im Auftrag des politischen, wirtschaftlichen und militärischen Establishments bekämpfte sie die Guerilla, in der sich Teile der ausgebeuteten und unterdrückten Landbevölkerung organisiert hatten, mit unerbittlicher Härte. Zahlreiche Einheiten und Verbände des Heeres ließen sich im Kampf gegen den oft schwer auszumachenden Feind und seine mutmaßlichen Helfer zu Willküraktionen, Übergriffen und Massakern hinreißen, unter anderem mit der Begründung, die kommunistische Guerilla sei in vergleichbarer Weise vorgegangen. Die Verbrechen des Militärs erreichten 1982 unter der Herrschaft des Diktators Efraín Ríos Montt einen Höhepunkt. In jenem Jahr drohte die Militärregierung auch mit einem Angriff auf das vom Vereinigten Königreich gerade in die Unabhängigkeit entlassene Belize, auf das Guatemala seinerzeit nachdrückliche, politisch nicht ganz unberechtigte Ansprüche erhob. Nur eine Verstärkung der britischen Militärpräsenz verhinderte den Ausbruch eines Krieges. Nach der Beendigung des Bürgerkrieges, der Unterzeichnung der Friedensverträge und der Normalisierung der Beziehungen zu Belize wurde die Armee in mehreren Schritten von über 40.000 auf 15.000 Soldaten verkleinert. Sie beteiligt sich heute an Friedensmissionen der Vereinten Nationen, insbesondere in Haiti (MINUSTAH) und in der Demokratischen Republik Kongo (MONUC), unterstützt die Polizei bei der Bekämpfung der Organisierten Kriminalität und hilft der Bevölkerung bei Naturkatastrophen.

### Gliederung und Ausrüstung
Die Landstreitkräfte gliedern sich in eine vorwiegend territoriale und in eine operative Komponente. Für territoriale Aufgaben gab es in der Vergangenheit 19 Militärzonen (Zonas Militares), die sich im Wesentlichen an den zivilen Verwaltungsbezirken (Departamentos) orientierten. Diese Zonen wurden seit dem Friedensabkommen nach und nach verringert und 2004 durch ein neues System ersetzt. Das Staatsgebiet ist jetzt in sechs Sektoren unterteilt, für die jeweils eine Infanteriebrigade verantwortlich ist:
- 1ª Brigada de Infantería “General Luis García León” (HQ in Flores, zuständig für Petén),
- 2ª Brigada de Infantería “General Rafael Carrera” (HQ Zacapa, Osten),
- 3ª Brigada de Infantería “General Manuel Maximiliano Aguilar Santa Maria” (HQ Jutiapa, Südosten),
- 4ª Brigada de Infantería “General Justo Rufino Barrios” (HQ Cuyotenango, Südwesten),
- 5ª Brigada de Infantería “Mariscal Gregorio Solares” (HQ Las Lagunas, Huehuetenango, Nordwesten).
- 6ª Brigada de Infantería, “Coronel Antonio José de Irisarri” (HQ Playa Grande Ixcán, Quiché, seit 3. Dezember 2009)

Diese „Brigaden“ übernehmen die Verwaltungs- und Unterstützungsaufgaben der früheren Militärzonen und halten Einheiten und Verbände bereit, die vorwiegend für Sicherheitsaufgaben eingesetzt werden oder im Katastrophenfall Hilfe leisten.
Im operativen Bereich war die Aufstellung von drei so genannten strategischen Brigaden vorgesehen, jedoch ist es auch hier zu einigen Veränderungen gekommen. Nachstehende Verbände und Kommandos übernehmen teilweise auch territoriale Aufgaben.
- Brigada Militar "Mariscal Zavala" (HQ Guatemala-Stadt, Mitte)
- Brigada de Policia Militar "Guardia de Honor" (HQ Guatemala-Stadt; Militärpolizei, Garde)
- Brigada de Paracaidistas "General Felipe Cruz" (HQ Puerto San José; Fallschirmjäger)
- Brigada de Fuerzas Especiales "Kaibil" (HQ Puerto Barrios, Spezialeinheiten)

Die Brigaden verfügen in der Regel über nicht mehr als drei kleine Bataillone und einige Unterstützungseinheiten. Unterstützt werden diese Verbände von einem Pionierkommando, einem Fernmeldekommando und von einem Transportbataillon.
Im Ausbildungsbereich gibt es unter anderem eine Militärakademie (Escuela Politécnica) und eine Generalstabsakademie (Comando Superior de Educación del Ejército - COSEDE).
Die Landstreitkräfte verfügen oder verfügten (zur Zeit des Bürgerkriegs) über einige wenige Kampfpanzer der Typen M41A3, M8 und RBY-1, Transportpanzer der Typen M113, V-150 und den in Guatemala hergestellten Armadillo. Die Artillerie verfügte über etwa 100 Geschütze verschiedener Bauart und über einige Flugabwehrkanonen. Wie viele davon heute noch im Dienst sind, ist nicht bekannt. Die Infanterie verfügt über Mörser der Kaliber 81 und 120 mm und über verschiedene Panzerabwehrkanonen. Das Standardsturmgewehr ist das US-amerikanische M16 und das Israelische Galil. Die sonstige Ausrüstung wurde in den letzten Jahren dank (begrenzter) US-Militärhilfe verbessert, insbesondere was Funkgeräte, Nachtsichtgeräte, Schutzwesten und Kevlarhelme betrifft.

## Seestreitkräfte

### Geschichte
Die Seestreitkräfte (Marina de la Defensa Nacional) haben ihr Hauptquartier in Guatemala-Stadt, dem ein Kommando für die Pazifikküste (Puerto Quetzal) und eines für die Karibikküste (Puerto Santo Tomás de Castilla) untersteht. Bei den Seestreitkräften handelt es sich de facto um eine kleine Küstenwache, die z. T. auch auf einigen Binnengewässern tätig ist. Sie verfügt über einige wenige Patrouillenboote älteren Typs, deren Kommunikations- und Navigationsanlagen in den letzten Jahren mit US-Hilfe modernisiert wurden. Zu den Seestreitkräften gehört auch ein Marineinfanterieverband.

### Ausrüstung
Die kleinen „Seestreitkräfte“ in der Karibik und im Pazifik wurden ab 1959 zunächst mit schwedischer und spanischer, dann mit US-amerikanischer Unterstützung aufgebaut. Sie haben sich immer auf einige wenige Patrouillenboote und die Überwachung der Küsten- und einiger Binnengewässer beschränkt. Die Marineinfanterie entstand 1964.

## Luftstreitkräfte

FAG-Hoheitszeichen

### Geschichte
Die FAG kann auf eine lange Geschichte zurückblicken. Eine militärische Flugschule (Academia Nacional de Aviación) wurde mit französischer Hilfe bereits 1911 gegründet. Während des Ersten Weltkrieges wurden einige guatemaltekische Piloten für einen Einsatz in Frankreich ausgebildet, sie kamen dort jedoch nicht mehr rechtzeitig zum Einsatz. 1929 wurde das Cuerpo de Aviación Militar gegründet, das zunächst über sechs Flugzeuge verfügte. 1936 erfolgte die Umbenennung in Cuerpo de Aeronáutica Militar, 1945 in Fuerza Aérea Guatemalteca. In den Jahren danach wurde sie vorwiegend mit US-amerikanischer Unterstützung ausgebaut und u. a. mit der North American P-51 und älteren Versionen der Cessna T-37 und A-37 ausgerüstet. Besonders in den 1990er Jahren litt die FAG an der Einstellung der US-Militärhilfe. Die teilweise Wiederaufnahme der US-Unterstützungsmaßnahmen steht in engem Zusammenhang mit der Drogenbekämpfung und ist über eine Modernisierung der noch vorhandenen A-37 Dragonfly und der Hubschrauber sowie der entsprechenden Ersatzteillager nicht wesentlich hinausgegangen.
Die Luftstreitkräfte (Fuerza Aerea Guatemalteca) haben ein Kommando für den Norden des Landes und eines für den Süden. Es gibt zwei Geschwader, in denen jeweils alle Flächenflugzeuge und alle Hubschrauber zusammengefasst sind. Die Staffeln des ersten Geschwaders sind u. a. ausgerüstet mit Flugzeugen vom Typ A-37B Dragonfly, Pilatus PC-7 und verschiedenen kleineren Propellermaschinen. Das Hubschraubergeschwader verfügt über verschiedene Versionen der Bell UH-1 und der Bell 206. Wichtigste Aufgaben sind die Überwachung des Luftraumes, die Unterbindung des luftgestützten Drogenschmuggels, Lufttransport und Luftrettung. Der wichtigste Stützpunkt befindet sich auf dem militärischen Teil des internationalen Flughafens von Guatemala-Stadt (La Aurora). Daneben werden etliche weitere Flugplätze genutzt (oft nur als vorgeschobene Stützpunkte), u. a. in Retalhuleu (Flugschule), Puerto San José (Fallschirmjäger), Puerto Barrios, Poptún (Spezialkräfte) und Flores (Mundo Maya).

### Ausrüstung
Die Fuerza Aerea Guatemalteca verfügt über folgendes Fluggerät (Stand Ende 2020):
| Typ                 | Herkunft           | Funktion              | Version                  | Aktiv | Anmerkungen |
| ------------------- | ------------------ | --------------------- | ------------------------ | ----- | ----------- |
| A-37 Dragonfly      | Vereinigte Staaten | Kampfflugzeug         |                          | 3     |             |
| Pilatus PC-7        | Schweiz            | Kampfflugzeug         |                          | 1     |             |
| Basler BT-67        | Vereinigte Staaten | Transportflugzeug     |                          | 1     |             |
| Beechcraft King Air | Vereinigte Staaten | Transportflugzeug     | King Air 90 King Air 200 | 2     |             |
| Cessna 208          | Vereinigte Staaten | Transportflugzeug     |                          | 4     |             |
| DHC-6 Twin Otter    | Kanada             | Transportflugzeug     |                          | 1     |             |
| T-35 Pillán         | Chile              | Schulflugzeug         |                          | 4     |             |
| Bell 205            | Vereinigte Staaten | Mehrzweckhubschrauber |                          | 1     |             |
| Bell 206            | Vereinigte Staaten | Mehrzweckhubschrauber |                          | 2     |             |
| Bell 212 Bell 412   | Vereinigte Staaten | Mehrzweckhubschrauber |                          | 3     |             |
| Bell 407            | Vereinigte Staaten | Mehrzweckhubschrauber |                          | 2     |             |
| Bell UH-1           | Vereinigte Staaten | Mehrzweckhubschrauber | UH-1H                    | 8     |             |

## Geschichte

### Museum
In Guatemala-Stadt befindet sich im Süden der Altstadt (Zona 1) in der Festung San José de Buena Vista ein sehenswertes Armeemuseum.

### Bedeutende Heerführer
- Gabino Gaínza, Brigadegeneral spanischer Herkunft, kämpfte 1822 gegen El Salvador.
- Vicente Filisola, Generalkapitän italienischer und spanischer Herkunft, unterwarf 1823 die liberale Bewegung in El Salvador.
- Manuel José Arce y Fagoaga, wehrte als Präsident Zentralamerikas mit seinen Truppen einen Angriff El Salvadors auf Guatemala ab.
- José Justo Milla Pineda, in Guatemala ausgebildeter honduranischer General, eroberte von Guatemala aus Honduras.
- Manuel Arzú, General, kämpfte mit guatemaltekischen Truppen mehrmals gegen El Salvador.
- José Francisco Morazán Quezada, honduranischer General, eroberte 1829 Guatemala-Stadt.
- José Rafael Carrera Turcios, brachte es vom Schweinehirten und Trommler zum General und Präsident von Guatemala.
- Jose Victor Zavala, Feldmarschall Guatemalas, besiegte 1853 Honduras.
- Serapio Cruz, General, kämpfte unter anderem in Nicaragua gegen William Walkers Filibustiere.
- Miguel García Granados Zavala, General und liberaler Präsident, kämpfte unter anderem 1851 in der Aradaschlacht.
- Mariano Paredes, General und Präsident Guatemalas, kämpfte unter anderem in Nicaragua gegen Walker.
- Gregorio Solares, General, siegte 1876 bei Pasaquina gegen El Salvador.
- Justo Rufino Barrios Auyón, General und Präsident, fiel 1885 im Krieg gegen El Salvador.
- Efraín Ríos Montt, ehemaliger Staatspräsident, steht derzeit wegen Kriegsverbrechen unter Anklage.